# Anomalije maternice
Anomalije maternice su poremećaji maternice koji nastaju zbog poremećaja u razvoju i/ili spajanju paramezonefritičkih vodova (ili Müllerovi vodovi) iz kojih se tijekom embriogeneze oblikuje maternica. 
Anomalije maternice prisutne su u otprilike 1 % ženska populacije. Simptomi najčešće mogu biti amenoreja, neplodnost i bol, ali poremećaj može biti i bez simptoma, ovisno o vrsti poremećaja.
Vrlo često su anomalije maternice udružene s anomalijama u ostalim organima ženskog spolnog sustava ili organima mokraćnog sustava.

## Klasifikacija anomalija
Anomalije maternice klasificiraju se prema organizaciji ASRM (engl. The American Society of Reproductive Medicine) na:
- Tip I: aplazija ili ageneza maternice; maternica se ne razvije
- Tip II: lat. uterus unicornis, jednoroga maternica nastaje formiranjem samo jednog Müllerovog voda
- Tip III: lat. uterus didelphys, razviju se oba Müllerova voda, ali se ne spoje, i osoba ima dvostruku maternicu
- Tip IV: lat. uterus bicornis, samo gornji dio Müllerovih vodova se ne spoje i maternica ima oblik srca
- Tip V: lat. uterus septus ili lat. uterus arcuatus. Kod septirane maternice, dvije Müllerove cijevi se spoje, ali na mjestu njihovog spoja ostaje pregrada, septum.
- Tip VI: anomalije koje nastaju zbog uzimanja dietilstilbestrola (DES) tijekom fetalnog života

## Dijagnoza i liječenje
Anomalije se se najčešće dijagnosticiraju pomoću radioloških metoda (ultrazvuk, magnetska rezonancija, histerosalpinografija), a liječenje je kirurško.